# Svenska mästerskapen i längdskidåkning 1917
Svenska mästerskapen i längdskidåkning 1917 arrangerades i Stockholm. För första gången tillåts även kvinnor tävla på SM.

## Medaljörer, resultat

### Herrar
| Gren             | Guld            | Guld           | Silver           | Silver         | Brons           | Brons          |
| 30 km            | Anders Persson  | Bollnäs GIF    | Gunnar Johansson | Tunadal        | Erik Winnberg   | Östersund      |
| 60 km            | Gustaf Wahlgren | Djursholms IF  | Henning Isaksson | IFK Umeå       | Petrus Eriksson | Östersund      |
| Lagtävling 30 km | Inga tävlingar  | Inga tävlingar | Inga tävlingar   | Inga tävlingar | Inga tävlingar  | Inga tävlingar |
| Lagtävling 60 km | Inga tävlingar  | Inga tävlingar | Inga tävlingar   | Inga tävlingar | Inga tävlingar  | Inga tävlingar |

### Damer
| Gren             | Guld             | Guld           | Silver         | Silver         | Brons          | Brons          |
| 10 km            | Selma Gustafsson | Säfsnäs IF     | Alva Nyström   | Boden          | Gerda Engström | Boden          |
| Lagtävling 10 km | Inga tävlingar   | Inga tävlingar | Inga tävlingar | Inga tävlingar | Inga tävlingar | Inga tävlingar |